# Argyll y Bute
Argyll y Bute (en gaélico escocés: Earra-Ghaidheal agus Bòd) es un concejo de Escocia (Reino Unido). Comprende buena parte de la antigua región de Strathclyde, e incluye los antiguos condados de Argyll y Bute, así como parte del de Dumbartonshire. Limita con los concejos de Highland, Perth and Kinross, Stirling y West Dunbartonshire.

## Localidades
- Ardrishaig
- Bowmore
- Campbeltown
- Cardross
- Dunbeg
- Dunoon
- Garelochhead
- Helensburgh
- Innellan
- Inveraray
- Kilcreggan
- Lochgilphead
- Oban
- Port Bannatyne
- Port Ellen
- Rhu
- Rosneath
- Rothesay
- Sandbank
- Tarbert (Jura)
- Tarbert (Kintyre)
- Tighnabruaich
- Tobermory

## Monumentos y lugares de interés
- Parque Forestal de Argyll
- Castillo de Carrick
- Castillo de Sween
- Ben Cruachan
- Castillo de Fincharn
- Gare Loch
- Castillo de Kilchurn
- Kilmartin Glen
- Lago Lomond
- Castillo de Lachlan
- Jardín Botánico de Benmore
- Cueva de Fingal

## Islas
- Bute
- Cara
- Coll
- Colonsay
- Davaar
- Eilean Dubh
- Fladda
- Gigha
- Glunimore
- Gometra
- Gunna
- Inchmarnock
- Iona
- Islay
- Jura
- Kerrera
- Lismore
- Luing
- Lunga
- Isla de Mull
- Sanda
- Scarba
- Seil
- Sheep Island
- Shuna
- Soa
- Staffa
- Texa
- Tiree
- Ulva